# Eufairmairia relatus
Eufairmairia relatus är en insektsart som beskrevs av William Lucas Distant. Eufairmairia relatus ingår i släktet Eufairmairia och familjen hornstritar. Inga underarter finns listade i Catalogue of Life.